# Лаврентьев, Александр Иванович
Алекса́ндр Ива́нович Лавре́нтьев (1830—1894, Ялта) — русский генерал от инфантерии, военный писатель.

## Биография
Александр Лаврентьев родился 6 сентября 1830 году. Образование получил в 1-м кадетском корпусе, из которого 26 мая 1849 года был выпущен прапорщиком в 6-ю артиллерийскую бригаду и тотчас принял участие в войне с Венгрией, был сражении под Дебречином и во взятии крепости Мункач.
В 1853 году А. И. Лаврентьев окончил Императорскую военную академию и затем занимал должности по Генеральному штабу. В этот период им было составлено «Военно-статистическое обозрение Кутаисской губернии».
В 1863 году Лаврентьев был командирован для рекогносцировки юго-западной Финляндии и принимал участие в составлении военно-топографической карты её. К этому времени относятся его работы: «Территориальная система военного управления» («Военный сборник», 1862, № 7) и «Статистические очерки губерний Царства Польского», имевшие важное значение из-за вспыхнувшего в 1863 году мятежа. Тогда же Лаврентьев был приглашён П. К. Меньковым сотрудничать в «Военном сборнике» для составления военно-статистических очерков наших и иностранных вооружённых сил.
В 1872 году по выбору Д. А. Милютина Лаврентьев был назначен главным редактором «Русского инвалида» и «Военного сборника».
С 1877 по 1884 год Лаврентьев состоял членом Комитета по устройству и образованию войск, также являлся членом Военно-учёного комитета Главного штаба.
30 августа 1874 года Лаврентьев был произведён в генерал-майоры (со старшинством от 30 августа 1875 года), в следующем году удостоен орден Святого Владимира 4-й степени за беспорочную выслугу 25 лет в офицерских чинах, 30 августа 1885 года получил звание генерал-лейтенанта, а в 1893 году — в генералы от инфантерии с увольнением от службы.
Среди прочих наград имел ордена Святого Станислава 1-й степени (1878 год), Святой Анны 1-й степени (1881 год), Святого Владимира 2-й степени (1884 год).
Александр Иванович Лаврентьев умер 25 марта 1894 года.
Многосторонне образованный и начитанный, Лаврентьев до последних дней жизни сохранил живой интерес ко всему, что касалось науки и искусства; гуманный в своих воззрениях, чистый и преданный долгу, он с необыкновенной теплотой и добродушием относился ко всем окружающим.

## Избранные сочинения
- Географические и статистические очерки Царства Польского. СПб., 1863
- Кутаисское генерал-губернаторство, состоящее из Кутаисской губернии, владений: Мингрелии, Абхазии и Сванетии и приставств: Самурзаханского и Цебельдинского. СПб., 1858
- Местная или территориальная система военного управления. СПб., 1862
- Очерки вооружённых сил европейских государств. Турция. СПб., 1862